# Teucholabis (Teucholabis) pahangensis
Teucholabis (Teucholabis) pahangensis is een tweevleugelige uit de familie steltmuggen (Limoniidae). De soort komt voor in het Oriëntaals gebied.